# Bev Oda
Pour les articles homonymes, voir Oda (homonymie).
Beverley Joan Oda, née le 27 juillet 1944 à Thunder Bay, (Ontario) est une personnalité politique canadienne, qui fut députée à la Chambre des communes du Canada, représentant la circonscription de Durham sous la bannière du Parti conservateur du Canada, également ministre de la Coopération internationale au sein du gouvernement Harper.

## Biographie
Bev Oda détient un B.A. de l'Université de Toronto. Elle commence sa carrière dans la télédiffusion à TV Ontario en 1973, et travaille plus tard pour Citytv et le Réseau de télévision Global. Oda était membre du Ontario Film Review Board de 1986 à 1987, et commissaire du CRTC de 1987 à 1993. Elle devient présidente de FUND (aujourd'hui le Harold Greenberg Fund) en 1994. De 1995 à 1999, elle est vice-présidente sénior de CTV et Baton Broadcasting.
Oda a été bénévole pendant plusieurs années pour le Parti progressiste-conservateur du Canada. Elle se présente sous la bannière du Parti conservateur du Canada dans Clarington—Scugog—Uxbridge en 2004, remportant une mince victoire sur le candidat libéral Tim Lang.
Suivant son élection, Oda est nommée critique du Parti conservateur pour le ministère du Patrimoine. Elle favorise davantage d'options de programmation canadienne et étrangère dans le pays.
Oda est une progressiste sur les questions sociales. Elle déclara initialement vouloir voter en faveur d'une loi sur le mariage homosexuel au Canada, quoiqu'elle ait subséquemment retiré cette déclaration et déclare maintenant qu'elle consultera ses commettants pour déterminer son vote.
Le 15 novembre 2004, elle réintroduit le projet de loi C-333, la Loi de reconnaissance et de réparation à l'égard des Canadiens d'origine chinoise, qui demande au parlement de reconnaître la contribution des immigrants chinois au Canada et reconnaître des injustices passées à l'égard des Sino-Canadiens en résultat de lois racistes. Oda n'est pas chinoise elle-même, mais elle est la première parlementaire canadienne d'origine japonaise.
En 2006, elle remportait avec succès l'élection dans sa circonscription avec 47 % des voix, malgré une certaine controverse avec le financement de sa campagne par le lobby des droits d'auteur américain. Le 6 février 2006, Oda est assermentée à titre de ministre du Patrimoine dans le conseil des ministres du gouvernement conservateur nouvellement élu sous le premier ministre Stephen Harper. Elle est la première membre du conseil des ministres d'origine japonaise dans l'histoire du Canada.
Au cours du remaniement ministériel conservateur de 2007, elle devient ministre de la Coopération Internationale à la suite de sa position controversée concernant le financement des festivals.
Le 3 juillet 2012, elle annonce sa démission.

## Scandales
En 2010 une amende de 250 $US pour avoir fumé dans une chambre d'hôtel figure parmi les dépenses que l'ex-ministre de la Coopération internationale Bev Oda a refilées aux contribuables canadiens.
Bev Oda avait fait plusieurs dépenses extravagantes lors d'un voyage à Londres en 2011, dont un verre de jus d'orange à 16 $.